# Mongoloraphidia sejde
Mongoloraphidia sejde är en halssländeart som beskrevs av H. Aspöck et al. 1995. Mongoloraphidia sejde ingår i släktet Mongoloraphidia och familjen ormhalssländor. Inga underarter finns listade i Catalogue of Life.